# 劳拉·布什
劳拉·韦尔奇·布什（英語：Laura Lane Welch Bush；1946年11月4日—）原名劳拉·莱恩·韦尔奇（Laura Lane Welch），美國第43任總統乔治·沃克·布什的妻子，即美國前第一夫人之一，亦是唯一生了双胞胎的美国第一夫人。

## 早年
劳拉1946年生于美国德克萨斯州米德兰市的米德蘭紀念醫院，原名是劳拉·莲恩·威尔士（英文：Laura Lane Welch），她是Harold Welch和Jenna Louise Hawkins Welch的獨女。
劳拉大学本科教育学毕业后，任教于德州多个城市。之后，她获得了图书館学的硕士学位，并做图书館员的工作直至结婚。

## 美国第一夫人

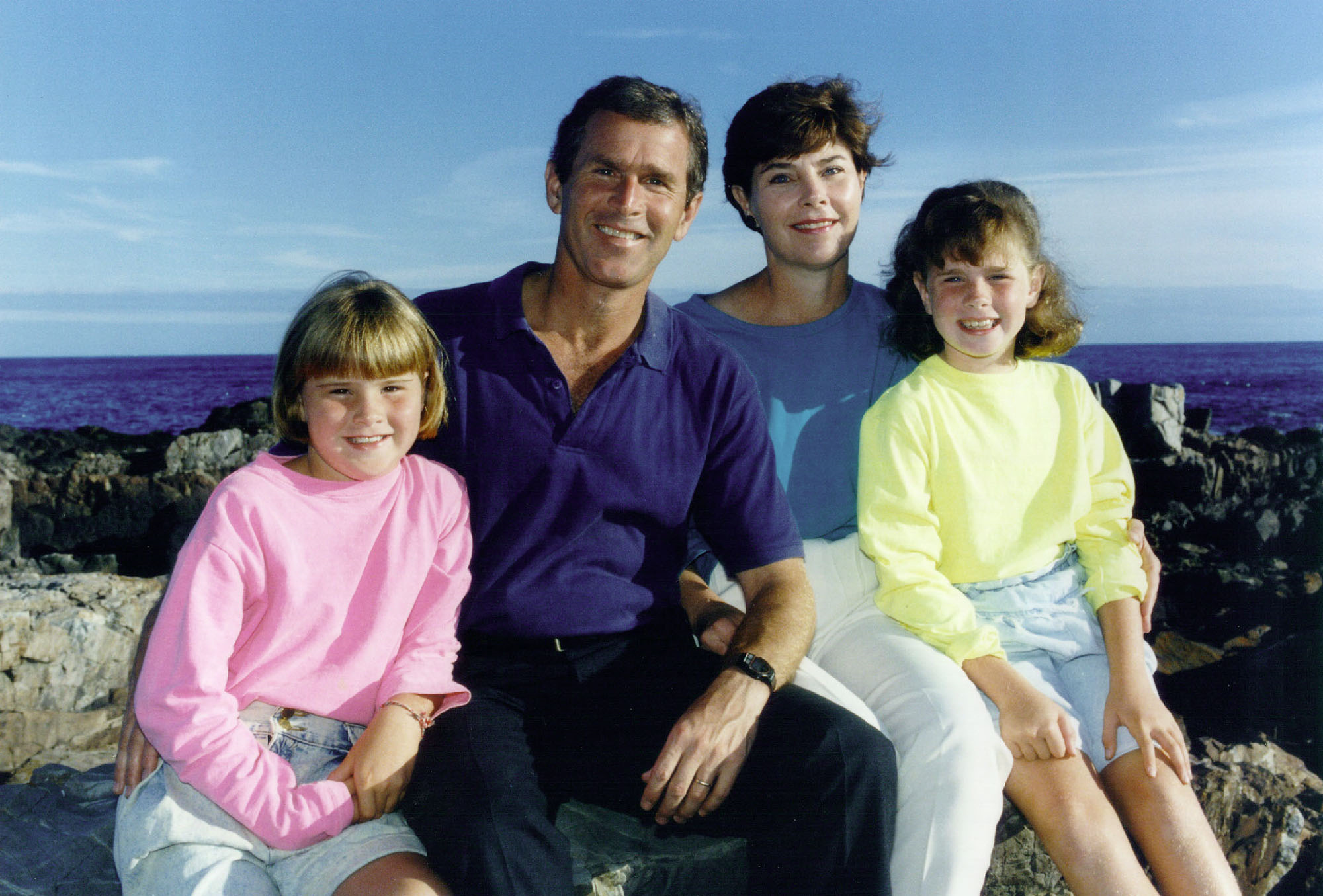
布什夫妇及双胞胎女儿

1977年劳拉邂逅布什，当时是在一个朋友家的烤肉聚会上。同年11月5日，即劳拉生日的第二天，劳拉与布什结婚，他们育有一对孪生女儿—詹娜和芭芭拉（英文：Barbara and Jenna Bush），而且是唯一生了双胞胎的美国第一夫人。